# Interoperabilität im Schienenverkehr

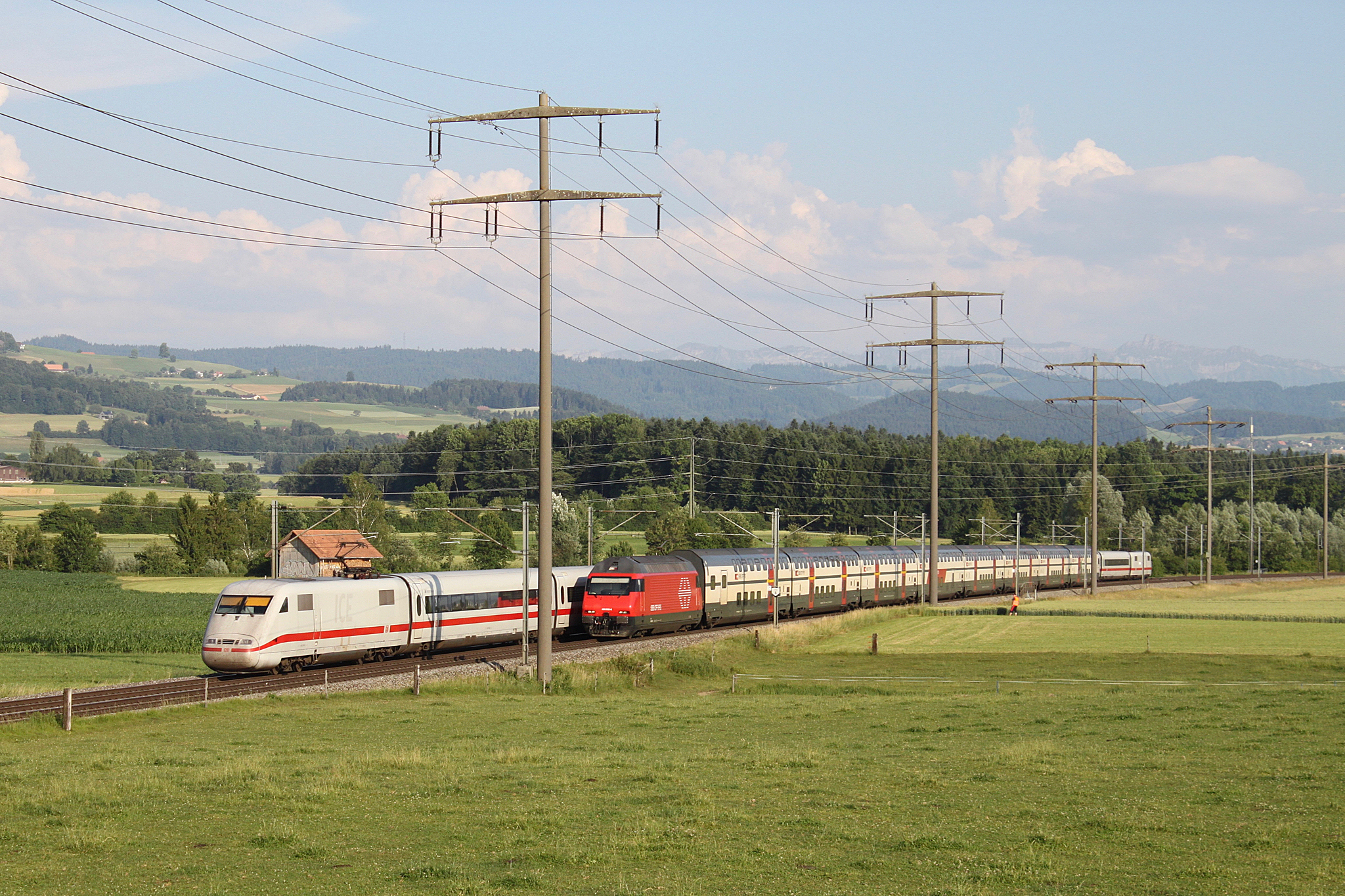
Ein ICE 1 der DB und ein IC2000 der SBB begegnen sich auf der Bahnstrecke Bern–Thun.

Unter Interoperabilität versteht man im Schienenverkehr, dass Schienenfahrzeuge möglichst durchgängig und mit einer gewissen Sicherheit zwischen verschiedenen Schienennetzen verkehren können, insbesondere zwischen den Eisenbahnnetzen verschiedener Staaten. Die Definition von Interoperabilität in der Verordnung über die Erteilung von Inbetriebnahmegenehmigungen für das Eisenbahnsystem (Eisenbahn-Inbetriebnahmegenehmigungsverordnung - EIGV): die Eignung des transeuropäischen Eisenbahnsystems für den sicheren und durchgehenden Zugverkehr.
Vor allem in Europa gibt es viele historisch gewachsene nationale Bahnsysteme. Unterschiedliche technische Standards behindern einen grenzüberschreitenden Bahnverkehr. Deshalb ist bei internationalen Zügen meistens ein Lokwechsel im Grenzbahnhof nötig. In besonders schwierigen Fällen müssen Fahrgäste umsteigen oder Güter umgeladen werden. Aufwändige nationale Zulassungsverfahren erschweren die Verwendung von Mehrsystemfahrzeugen, die auf verschiedenen Bahnnetzen verkehren können. Um dem entgegenzuwirken, fördern die EU und andere Organisationen die Einführung international normierter Systeme (ERTMS), die den Bahnbetrieb in Europa vereinheitlichen sollen.
Durch die weitere technische Harmonisierung sollen die Verkehrsdienste in der EU und mit Drittländern entwickelt werden. Die Interoperabilität im Schienenverkehr soll die Integration des Marktes für Ausrüstungen und Dienstleistungen für den Bau, die Erneuerung und die Funktionsfähigkeit des Eisenbahnsystems in technischer Hinsicht gewährleisten, aber auch die Sicherheit des Bahnbetriebes erhöhen und den deregulierten Wettbewerb der Eisenbahnverkehrsunternehmen fördern.

## Hintergrund
Der Grund für die mangelnde Interoperabilität im europäischen Schienenverkehr liegt in der Geschichte. Der technische Fortschritt führte zu immer verbesserten Systemen, die den älteren überlegen waren. Jede Bahngesellschaft führte die jeweils modernste, wirtschaftlichste Technik ein – falls sie nicht schon ein älteres System verwendete, zu dem Kompatibilität gefordert war. Die Regierungen griffen kaum regulierend ein, schon gar nicht für eine Harmonisierung der Bahnsysteme mit dem Ausland.
Ein Beispiel ist das Stromsystem der Bahn in Dänemark. Die Nachbarländer Deutschland, Österreich und die Schweiz einerseits sowie Schweden und Norwegen andererseits einigten sich schon Anfang des 20. Jahrhunderts auf 15 kV 16⅔ Hz Wechselstrom. Dänemark betrieb seine Züge weiter mit Dampf und Diesel. Als später mit der Elektrifizierung begonnen wurde, entschied man sich aus technischen Gründen für den Industriestandard 25 kV 50 Hz. Wegen der Insellage war eine Interoperabilität mit dem Festland kein wirkliches Thema. Das änderte sich mit dem Bau der Öresundverbindung und der Elektrifizierung der Bahnstrecke Neumünster–Flensburg–Padborg auf deutscher Seite, bei der Systemtrennstellen auf der schwedischen Seite des Öresundes und an der deutsch-dänischen Grenze in Padborg nötig wurden.
Auf der anderen Seite sind die Kupplungen von Güterwagen europaweit kompatibel, jedoch technisch veraltet und unwirtschaftlich. Technische Neuerungen wie die Mittelpufferkupplung konnten sich nicht durchsetzen, weil immer Güterwagen über Grenzen fahren und mit den dortigen Fahrzeugen kuppelbar sein mussten. Die Kosten für eine umfassende Umstellung sind so groß, dass der unwirtschaftliche Betrieb weiter in Kauf genommen wird.

## Rechtliche Rahmenbedingungen

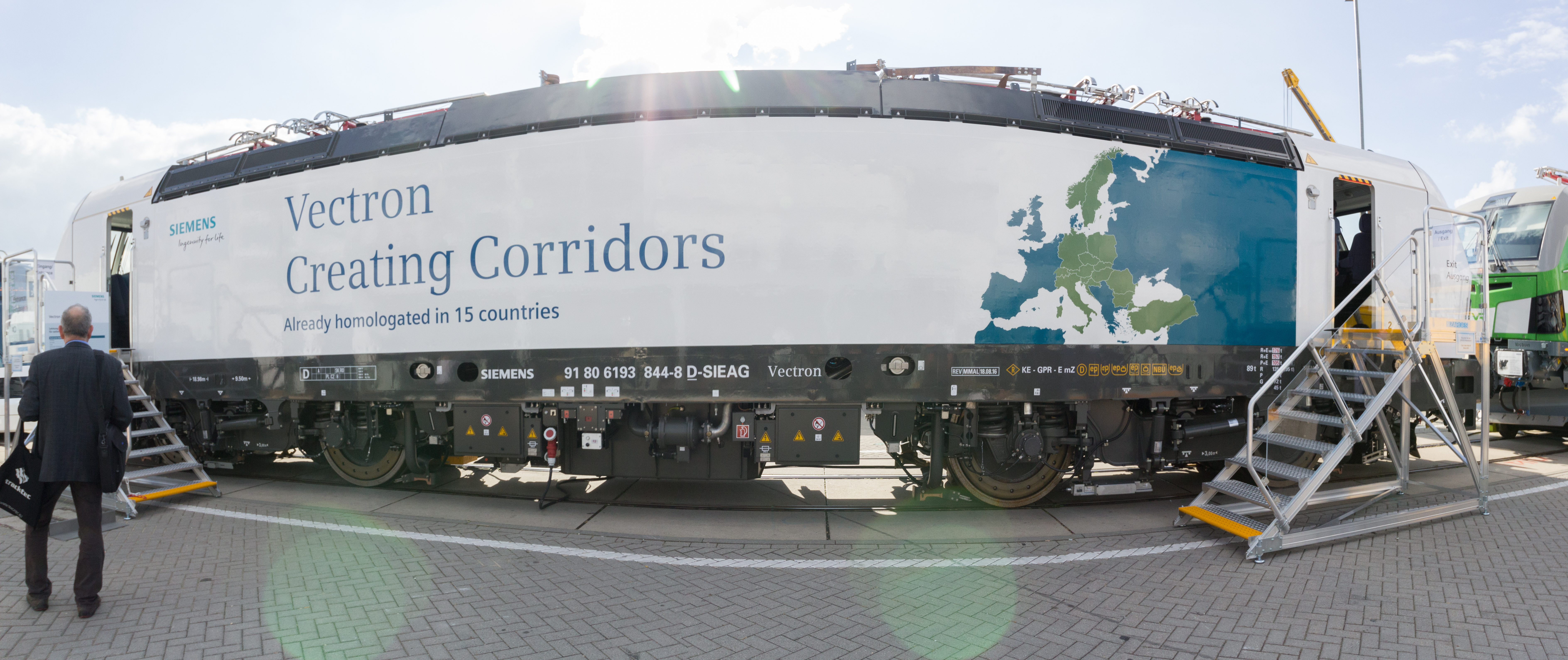
Ein Hersteller wirbt mit großer Interoperabilität seiner Lokomotive.

In der EG-Richtlinie 2008/57/EG vom 17. Juni 2008 über die Interoperabilität des Eisenbahnsystems in der Gemeinschaft wurden die Richtlinien 2001/16/EG über das konventionelle transeuropäische Eisenbahnsystem und 96/48/EG über das transeuropäische Hochgeschwindigkeitsbahnsystem zusammengefasst und den aktuellen Entwicklungen angepasst. Ihre Vorgaben waren durch die Mitgliedstaaten der Union bis 19. Juli 2010 umzusetzen. In der Richtlinie EU 2016/797 erfolgte eine Neufassung der Rechtsgrundlagen zur Interoperabilität.
Die Richtlinie regelt die Bedingungen zur Förderung der Interoperabilität des transeuropäischen Eisenbahnsystems in Bezug auf den Bau, die Inbetriebnahme, die Erneuerung, den Betrieb und die Wartung des Systems. Betriebliche Aspekte werden durch die Richtlinie 2004/49/EG über die Eisenbahnsicherheit, und die Sicherheit und den Gesundheitsschutz der Arbeitnehmer bei der Arbeit abgedeckt.
Die schrittweise Umsetzung der Interoperabilität des Eisenbahnsystems wird durch die Harmonisierung der technischen Normen erreicht. Daher befasst sich diese Richtlinie mit:
- den grundlegenden Anforderungen in Bezug auf Sicherheit, Zuverlässigkeit, Gesundheit, Umweltschutz, technische Kompatibilität und Funktionsfähigkeit des Systems (geregelt in Anhang III der Richtlinie);
- den technischen Spezifikationen für die Interoperabilität (TSI), die gemäß dieser Richtlinie für jedes Teilsystem oder Teil eines Teilsystems formuliert und mit ihrer Veröffentlichung im Amtsblatt der EU entgegenstehende nationale Vorschriften in ihrer Geltung verdrängen sowie
- den entsprechenden europäischen Spezifikationen.

Das Eisenbahnnetz ist in Teilsysteme struktureller (Energie, Zugsteuerung, Zugsicherung und Signalgebung, Fahrzeuge) oder funktioneller Art (Verkehrsbetrieb und Verkehrssteuerung, Instandhaltung, Telematikanwendungen) untergliedert.
In begründeten Ausnahmefällen (z. B. bei fortgeschrittenen Bauvorhaben, technischer Unvereinbarkeit mit dem Bestand, wirtschaftlicher Unzumutbarkeit, in Katastrophenfällen etc.; vgl. dazu Art 9 der Richtlinie) können bei der Kommission Ausnahmen beantragen, die dann über die Ausschließung bestimmter Maßnahmen aus dem Anwendungsbereich der Richtlinie entscheidet.
TSI-Entwürfe werden von der Europäischen Eisenbahnagentur auf der Grundlage der Prüfung der Teilsysteme in Zusammenarbeit mit den Verbänden und Sozialpartnern ausgearbeitet. Anschließend werden die Entwürfe der Europäischen Kommission vorgelegt, die sie ändert und unter Wahrung der Kontrollbefugnis des Parlaments annimmt.
Die Interoperabilitätskomponenten unterliegen europäischen Spezifikationen (wie den europäischen Normen) und dem Verfahren der EG-Konformitäts- oder EG-Gebrauchstauglichkeitserklärung.

## Technische Hindernisse

### Spurweite

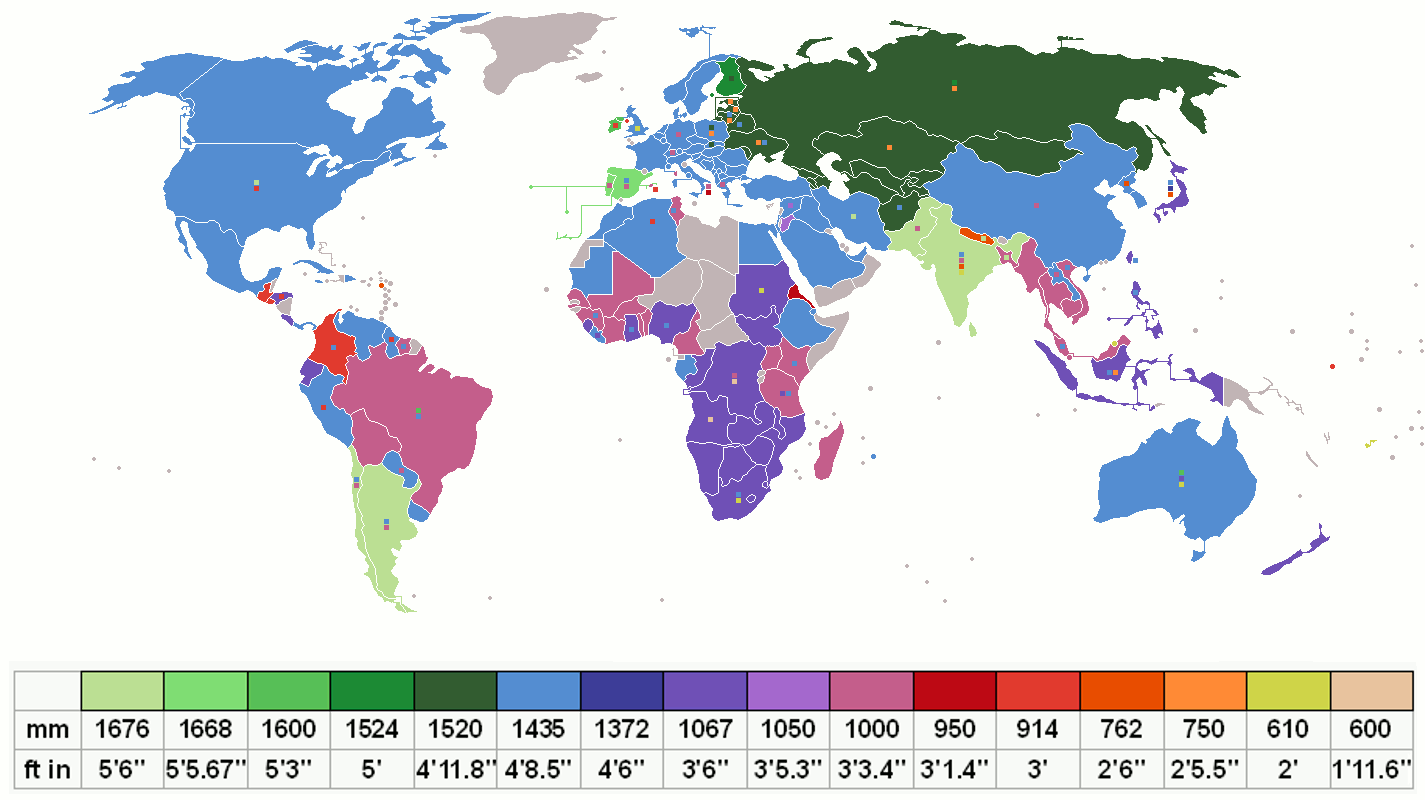
Spurweiten

Eine einheitliche Spurweite ist die wichtigste Voraussetzung, damit Bahnfahrzeuge in verschiedenen Schienennetzen verkehren können. Lösungen, um dieses Hindernis zu überbrücken, sind beispielsweise Umspuranlagen, Mehrschienengleise und Rollwagen. Nachdem auf der iberischen Halbinsel (Spanien, Portugal, Stichwort Alta Velocidad Española) alle Neubaustrecken in Normalspur gebaut werden, und es immer noch Überlegungen gibt, auch den Bestand langfristig umzustellen, zeichnet sich in Europa ein klarer Trend zur Normalspur ab.

### Lichtraumprofil und Fahrzeugbegrenzungslinie
Ein zu kleines Lichtraumprofil verhindert, dass Fahrzeuge mit einer größeren Fahrzeugbegrenzungslinie eine Strecke befahren können. Ähnlich verhält es sich mit der Wippenbreite von Stromabnehmern, nur dass hier wegen der Zick-Zack-Linie der Oberleitung zu breite und zu schmale Stromabnehmer ausgeschlossen werden müssen. Während eine Ausrüstung mit mehreren Stromabnehmern technisch relativ problemlos und günstig ist, ist bei Abweichungen vom Lichtraumprofil selbst eine Harmonisierung nur sehr teuer (Aufweitung von Tunneln, Vergrößerung Gleismittenabstand) zu bewerkstelligen. Insbesondere Großbritannien hat im Vergleich mit Resteuropa ein kleines Lichtraumprofil, zwischen den meisten mitteleuropäischen Ländern können moderne Lokomotiven, Güter- und Triebwagen eher problemlos ausgetauscht werden. Allerdings gibt es gewisse Einschränkungen (Begrenzungslinien, KLV-Verkehr) z. B. selbst innerhalb Deutschlands.

### Bahnsteighöhe

TSI-Standard der Bahnsteighöhen bei Neubau:
grün: 550 mm,
dunkelblau: 760 mm,
türkis: beides,
dunkelgrau: kein TSI-Standard

In den TSI ist die Bahnsteighöhe für den Personenverkehr durch die TSI INF und die TSI PRM geregelt und es findet überwiegend eine Standardisierung zu 550 mm und 760 mm statt.

### Stromsystem

Bahnstromsysteme in Europa
750 V =
1,5 kV =
3 kV =
15 kV ~
25 kV ~
nicht elektrifiziert

Bei Eisenbahnen sind Gleich- und Wechselstrom mit unterschiedlichen Spannungen üblich. Den Übergang von einem Stromsystem in ein anderes nennt man Systemtrennstelle. Mehrsystemfahrzeuge können in verschiedenen Stromsystemen fahren und werden im grenzüberschreitenden Güterverkehr zunehmend Standard, ebenso im Hochgeschwindigkeitsverkehr (ICE 3M, TGV POS). Aufgrund des Energiebedarfs für Hochgeschwindigkeitsverkehr zeichnet sich bei Neubaustrecken ein klarer Trend zu 25 kV/50 Hz (außer in Ländern mit bestehendem 15-kV-/16,7-Hz-Netz – Deutschland, Österreich, Schweiz, Schweden, Norwegen) ab, insbesondere in Ländern mit relativ niedriger Gleichspannung (Niederlande, Südfrankreich) wird eine Umstellung des bestehenden Netzes immer wieder diskutiert, wäre aber entsprechend teuer.

### Zugbeeinflussung
Bei den Zugbeeinflussungssystemen gibt es die größten Unterschiede zwischen den nationalen Eisenbahnnetzen. Da in den meisten Ländern bereits mehr als ein System verwendet wird, haben Mehrsystemlokomotiven bis zu zehn unterschiedliche Zugbeeinflussungen eingebaut. Wegen Inkompatibilitäten müssen die fremden Zugbeeinflussungsanlagen jeweils ausgeschaltet werden. In Europa sollen die bestehenden nationalen Zugbeeinflussungssysteme durch den neuen Standard ETCS ersetzt werden.

### Automatisierung
Auch bei Zugnummern-Meldeanlagen und Zuglenkung hat jeder Betreiber sein eigenes System. Das ERTMS soll in Zukunft auch das Verkehrsmanagement vereinheitlichen.

### Übersicht
| Land           | Spurweite             | Lichtraumprofil      | Stromsystem             | Wippenbreite       | Zugbeeinflussung       |
| -------------- | --------------------- | -------------------- | ----------------------- | ------------------ | ---------------------- |
| Deutschland    | 1435 mm               | G2 EBO               | 15 kV 16,7 Hz ~ 2)      | 1950 mm            | Indusi, PZB, LZB, ETCS |
| Österreich     | 1435 mm               | G2 EBO               | 15 kV 16,7 Hz ~ 2)      | 1950 mm            | Indusi, PZB, LZB, ETCS |
| Schweiz        | 1435 mm               | < G2 EBO > UIC 505-1 | 15 kV 16,7 Hz ~ 2)      | 1450 mm            | ETCS, Euro-ZUB         |
| Niederlande    | 1435 mm               | ≥ G2 EBO             | 1500 V DC 25 kV 50 Hz ~ | 1950 mm            | ATB, ATB VV, ATB NG    |
| Belgien        | 1435 mm               | ≥ G2 EBO             | 3000 V DC 25 kV 50 Hz ~ | 1950 mm            | TBL, Crocodile         |
| Luxemburg      | 1435 mm               | ≥ G2 EBO             | 25 kV 50 Hz ~           | 1450 mm            | ETCS                   |
| Frankreich     | 1435 mm               | UIC 505-1            | 1500 V DC               | 1950 mm            | Crocodile, TVM, KVB    |
| Frankreich     | 1435 mm               | UIC 505-1            | 25 kV 50 Hz ~           | 1450 mm            | Crocodile, TVM, KVB    |
| Italien        | 1435 mm               | UIC 505-1            | 3000 V DC 25 kV 50 Hz ~ | 1450 mm            | RS4 Codici, SCMT       |
| Spanien        | 1668 mm 1435 mm (NBS) |                      | 3000 V DC 25 kV 50 Hz ~ |                    | ASFA, ZUB 121, LZB     |
| Portugal       | 1668 mm               |                      | 25 kV 50 Hz ~           |                    | EBICAB 700             |
| Großbritannien | 1435 mm               | < UIC 505-1          | 750 V DC                | Stromschiene       | AWS, TPWS              |
| Großbritannien | 1435 mm               | < UIC 505-1          | 25 kV 50 Hz ~           |                    | AWS, TPWS              |
| Irland         | 1600 mm               |                      | 1500 V DC               |                    |                        |
| Dänemark       | 1435 mm               | ≥ G2 EBO             | 25 kV 50 Hz ~           | 1950 mm            | ATC                    |
| Norwegen       | 1435 mm               | ≥ G2 EBO             | 15 kV 16⅔ Hz ~          | 1800 mm 1950 mm 3) | EBICAB                 |
| Schweden       | 1435 mm               | ≥ G2 EBO             | 15 kV 16⅔ Hz ~          | 1800 mm 1950 mm 3) | ATC, EBICAB            |
| Finnland       | 1520 mm 1)            |                      | 25 kV 50 Hz ~           |                    | EBICAB 900             |
| Estland        | 1520 mm 1)            |                      | 3000 V DC               |                    |                        |
| Lettland       | 1520 mm 1)            |                      | 3000 V DC               |                    |                        |
| Litauen        | 1520 mm 1)            |                      | 25 kV 50 Hz ~           |                    |                        |
| Polen          | 1435 mm               | ≥ G2 EBO             | 3000 V DC               | 1950 mm            | SHP                    |
| Tschechien     | 1435 mm               | ≥ G2 EBO             | 3000 V DC 25 kV 50 Hz ~ | 1950 mm            | LS90                   |
| Slowakei       | 1435 mm               | ≥ G2 EBO             | 3000 V DC 25 kV 50 Hz ~ | 1950 mm            | LS90                   |
| Ungarn         | 1435 mm               | ≥ G2 EBO             | 25 kV 50 Hz ~           | 2050 mm            | EVM 120                |
| Slowenien      | 1435 mm               |                      | 3000 V DC 25 KV 50 Hz ~ |                    |                        |
| Rumänien       | 1435 mm               |                      | 25 kV 50 Hz ~           |                    |                        |
| Bulgarien      | 1435 mm               |                      | 25 kV 50 Hz ~           |                    |                        |
| Griechenland   | 1435 mm               |                      | 25 kV 50 Hz ~           |                    |                        |

### Abbau Technischer Hindernisse
Die Anwendung der technischen Spezifikationen für die Interoperabilität (TSI) soll diese Hindernisse abbauen. Indem für neue Anlagen und Fahrzeuge die Konformität mit den TSI gefordert wird, ist nur noch die Inbetriebnahme von interoperablen Komponenten möglich.

## Infrastrukturregister
Das Infrastrukturregister (Abk. RINF von englisch register of infrastructure) ist eine Datenbank mit Angaben zur Eisenbahninfrastruktur eines Betriebspunktes oder einer Strecke. Es ermöglicht einem Eisenbahnverkehrsunternehmen abzuklären, ob es mit seinem Rollmaterial auf einer bestimmten Eisenbahnstrecke interoperabel verkehren kann. Die Notwendigkeit für ein solches Register wird in der Interoperabilitätsrichtlinie der EU gefordert, genaueres wird in der zugehörigen Durchführungsverordnung geregelt.
Das Führen des Infrastrukturregisters ist eine nationale Aufgabe. Dies kann von der zuständigen Behörde jedoch delegiert werden. Das Eisenbahnbundesamt in Deutschland verweist auf die Deutsche Bahn, in Österreich führt die SCHIG mbh das Register, und das Bundesamt für Verkehr hat das diese Aufgabe an die Schweizerische Trassenvergabestelle übertragen. Die Daten der nationalen Register werden von der Europäischen Eisenbahnagentur gesammelt und in einem zentralen Register veröffentlicht.
Für die Teilsysteme Infrastruktur, Energie, sowie Zugsteuerung, Zugsicherung und Signalgebung der TSI müssen folgende Parameter publiziert werden, damit die Kompatibilität zwischen Fahrzeug und Fahrweg abgeklärt werden kann:
- die vorhandene Nennspurweite
- das geltende Lichtraumprofil
- die zulässige Achslast
- die maximale Meterlast
- das Bahnstromsystem
- vorhandene Zugsicherungssysteme
- die notwendigen Kommunikationseinrichtungen (Zugfunk, GSM-R)

Das Infrastrukturregister enthält keine betrieblichen Angaben. So sind keine Daten vorhanden beispielsweise zu den Betriebszeiten oder der Streckengeschwindigkeit. Diese Angaben werden von der Fahrplanung gemacht.

## Identifizierung
Für eine einheitliche Identifizierung von Fahrzeugen, Behältern und Zügen hat die UIC und das Internationale Containerbüro verschiedene Nummernschemata standardisiert. So haben internationale Züge eine europaweit eindeutige Zugnummer. Die Bahnwagen haben eine europaweit einheitlich codierte UIC-Wagennummer. Die Container haben eine international einheitliche und genormte Behälternummer (BIC-Code nach ISO 6346). Die Wechselbrücken haben bisher lediglich eine Größenkodifizierung, aber keine einheitliche Identifikation. Für Trailer gilt Entsprechendes, diese haben als Straßenfahrzeuge jedoch ein Fahrzeugkennzeichen.

### Automatische Leseverfahren
Die nationalen Bahnverwaltungen und die in diesen Unternehmen ausgebildeten Mitarbeiter der privaten Bahnunternehmen setzen moderne Managementmethoden des Transportwesens beispielsweise für die automatische Identifizierung von Bahnwagen und von Containern im Güterverkehr noch nicht ein. Es ist fraglich, ob ohne Generationswechsel eine Änderung eintreten wird.
Seit dem Beginn der Nummerung (Nummerierung) wird die Wagennummer visuell gelesen. Das ist auch heute (2008) noch die Methode der Wahl. Kein Bahnunternehmen ist in der Lage, die Wagennummern automatisch und mit hinreichend geringer Fehlerquote (1 aus 10.000) zu lesen.
Mit OCR-Verfahren wird die Beschriftung (DB AG: Gerade Normschrift DIN 16 Variante DB) mit einer Fehlerquote geringer als 5 % (1 aus 20) ausgelesen.

### Barcode-Identifizierung
Ein eingeführtes System der Kennzeichnung mit Barcodes, die einfach die UIC-Nummer wiedergeben, ist nicht bekannt. Die geringe Unterstützung der Fehlerkennung durch lediglich Prüfziffern wäre nicht hinreichend für ein robustes Betriebskonzept.
Bei horizontaler Orientierung wäre das automatische Lesen durch Scannen bei Vorbeifahrt gut möglich. Bei vertikaler Orientierung wäre das automatische Lesen durch Scannen nur mit Kameraarrays bei Vorbeifahrt möglich.

### Matrixcode-Identifizierung
Ein eingeführtes System der Kennzeichnung mit Matrixcodes, die einfach die UIC-Nummer wiedergeben, ist nicht bekannt. Beispielsweise wäre ein Data Matrix Code nach ISO/IEC 16022 ECC 200 gut geeignet. Diese Codes wären mit einem Kamerachip und Flash-Beleuchtung unabhängig von Witterungsbedingungen jederzeit gut zu erkennen.
Durch Fehlerkorrektur unter Verwendung der inhärenten Redundanz von 25 % wäre es möglich, einen nur teilweise lesbaren Code sicher und zuverlässig zu rekonstruieren. Die gute Unterstützung der Fehlererkennung und -korrektur durch Redundanz ist der einzige Ansatz, der eine Kodierung der visuellen Erkennung von Anfang an überlegen macht. Eine visuell-manuelle Nachbearbeitung wäre bei entsprechender Verkettung der Daten aus Zugläufen entbehrlich.
Durch geeignete Farbwahl (Pigmente, Farbe, Träger, Auftragsverfahren) kann diese Kennzeichnung fälschungssicher und dauerhaft gestaltet werden.

### RFID-Identifizierung
Für Zugsysteme ist teilweise und für einzelne Wagentypen eine RFID-Codierung eingeführt. Diese unterstützt aber in der Regel nicht den Fahrbetrieb, sondern lediglich die Bewirtschaftung der Zugeinheiten in der Wartung und Instandsetzung.
Bei horizontaler Orientierung wäre das automatische Lesen von seitlich angebrachten RFID-Tags durch Scannen bei Vorbeifahrt gut möglich. Das Konzept muss eine Kennzeichnung enthalten, die entweder beiderseits angebracht wird (gutes Konzept wegen inhärenter Redundanz der Kennzeichen) oder mit beiderseitiger Lesung erfasst wird (teureres Konzept wegen überall erforderlicher Doppel-Antennenausrüstung). Bei doppelter Kennzeichnung muss eine Standardisierung der Nummernvergabe sicherstellen, dass RFID-Tags eindeutige Identnummern tragen und zusätzlich eindeutige Wagennummern aufnehmen.

### RTLS-Lokalisierung
Die von Tochterunternehmen der DB AG seit Jahren betriebene Suche nach einer preisgünstigen und robusten Instrumentierung von Bahnwagen für die automatische Lokalisierung einschließlich der Identifizierung tritt auf der Stelle. Weder ist der Betreiber bereit, von seinen Vorgaben abzugehen, noch ist die Industrie in der Lage, die Preisvorstellungen der Betreiber zu erfüllen.

### TAF-TSI
Die Bestimmungen der Europäischen Kommission in der Technische Spezifikation für die Interoperabilität (TSI) für Telematikanwendungen für Fracht (TAF) setzen die Eisenbahnverkehrsunternehmen (EVU) unter Druck, die Interoperabilität auf der Grundlage einheitlicher Vorgehensweisen bis zum verpflichtenden Termin allgemeiner Einführung nachhaltig zu verbessern.
Die Kommission hat die Verordnung (EG) Nr. 62/2006 der Kommission vom 23. Dezember 2005 über die technische Spezifikation für die Interoperabilität (TSI) zum Teilsystem Telematikanwendungen für den Güterverkehr des konventionellen transeuropäischen Eisenbahnsystems verabschiedet.
- Anhang 1: Datendefinition und Meldungen
- Anhang 2: Infrastrukturdaten und Fahrzeugdaten
- Anhang 3: Die Frachtbriefdaten und Beschreibung
- Anhang 4: Die Zugtrassendaten und Beschreibung
- Anhang 5: Abbildungen und Ablaufdiagramme der TAF-TSI Meldungen
- Anhang 6: TAF-Konfigurationsmanagement, Konzept und allgemeine Anforderungen

### Sichere Transportketten
Bei der Kennzeichnung von Containern auf Bahnwagen an der Türseite im Sechserpack (3 × 2 TEU) wurden in USA 2005 Lesequoten von 60 % nachgewiesen.

## Organisatorische und rechtliche Erschwernisse

### Zulassungen
Fahrzeuge – speziell Mehrsystemlokomotiven – brauchen in jedem Land eine nationale Zulassung. Das ist teuer und administrativ aufwendig.

### Betriebsordnung
Jedes Land kennt andere Betriebsordnungen und Signalsysteme. Die Unterschiede in der Eisenbahnsignalisierung sind zum Teil erheblich und nicht mit den Unterschieden in der Straßensignalisierung vergleichbar. Personal, das international eingesetzt werden soll, braucht die Zusatzausbildung und entsprechende Prüfungen.

### Betrieb
Betriebliche Unterschiede erschweren die Übergabe eines Zuges an eine fremde Bahngesellschaft und auch den Verkehr im Netzzugang.